# Pronosupinación del pie en carrera
La pronosupinación es un movimiento complejo del pie, o más detalladamente, de la articulación subastragalina del pie. La alta dependencia funcional de las articulaciones que componen el tobillo y la dirección de los ejes de movimiento de las mismas hace muy complicado aislar los distintos movimientos del pie. Un movimiento de flexión-extensión implica movimientos de eversión/inversión y de abducción/aducción. EL movimiento de pronosupinación se compone de todos estos movimientos. Por ello se habla de movimiento de pronación a la combinación de: flexión, abducción y eversión, por el contrario el movimiento de supinación es la combinación de los movimientos de: extensión, aducción e inversión.
No obstante, la terminología es un poco confusa y según el texto consultado: anatómicos o biomecánicos, los términos eversión/inversión y pronación/supinación se alternan, para referirse al movimiento combinado que se da alrededor del eje oblicuo descrito por Henke que representa el movimiento de las articulaciones subastragalina y mediotarsiana (Kapandji, 2010). Existe una tendencia a hablar de eversión/inversión cuando el movimiento del pie es en cadena abierta, sin apoyo, y pronación/supinación cuando se trata de cadena cerrada, pie apoyado (McDonald & Tavener, 1999).

## Descripción del movimiento
Durante la carrera o la marcha el pie contacta el suelo sub-pronado (supinado) y a continuación progresivamente prona lo que ayuda a absorber el impacto. La supinación consiste en un movimiento de la articulación subastagalina que implica una inversión en el plano frontal, más una plantar-flexión en el plano sagital y una aducción en el plano horizontal. Por su parte, la pronación es un movimiento también de la articulación subastragalina y que contiene, muy básicamente, una eversión del pie en el plano frontal, una dorsiflexión en el plano sagital y una abducción en el plano horizontal (Dugan & Bhat, 2005).

## Consecuencias para la salud
Una pronación excesiva (sobre-pronación) cambia el patrón de carrera generando un estrés en ligamentos y tendones para controlar el movimiento del pie, tanto en la articulación subastragalina como en el arco que colapsa, así como en los ligamentos y tendones de la rodilla y cadera, que rotan. Este patrón puede derivar, principalmente en corredores debido al mayor nivel de fuerzas en juego, en lesiones como dolor en las espinillas, fascitis plantar, síndrome del túnel tarsiano, callos, juanetes (hallux valgus) y tendinitis del Aquiles. Por otro lado, una supinación excesiva (o sub-pronación) conlleva una alineación de las estructuras musculoesqueléticas durante el contacto del pie con el suelo lo que reduce la capacidad de absorción de impactos y por tanto incrementa la posibilidad de sufrir dolor en las espinillas, fascitis plantar, esguinces por inversión de tobillo y a largo plazo fracturas por estrés de la tibia, el calcáneo y los metatarsianos.

## Control del movimiento de pronosupinación
Actualmente el control del movimiento de pronosupinación en carrera se lleva a cabo mediante el uso de calzado específico. El calzado para carrera debe mantener y permitir los rangos fisiológicos del movimiento del pie. Los fabricantes incluyen en su oferta distintos modelos con diferentes grados de control del movimiento, en especial el control de pronación. Normalmente los sistemas de control de pronación consisten en la inserción de materiales de mayor densidad en la entresuela, para evitar el hundimiento. Estos sistemas suelen distinguirse por ir coloreados en gris y se ubican en la parte posterior del talón, a nivel del mediopié o pueden llega a abarcar la casi totalidad de la mediasuela. Según la densidad del material empleado y longitud confieren un control de pronación leve, medio o máximo.

## Caracterización de la pronosupinación en tienda de calzado deportivo
A la hora de seleccionar un calzado para carrera se debe tener en cuenta el «patrón de pisada»: «neutro», «pronador» o «supinador». Sobre este punto existe un gran debate entre los aficionados al running, en especial sobre la fiabilidad de los sistemas de medida de la pisada y los distintos servicios de asesoramiento que ofrecen las tiendas especializadas.
Existen métodos básicos para caracterizar la pisada de un corredor, uno de los más simples es ver el tipo de huella que deja el pie descalzo, la forma de las piernas o el desgaste de zapatillas viejas. Desde el punto de vista podológico se utilizan plataformas de presiones que permiten determinar la superficie de apoyo del pie, la distribución del peso y el comportamiento de cada pie por separado al caminar. Examinando el trazado del eje de la pisada y el desplazamiento de las zonas de presión, determinan el tipo de pisada con el fin de asesorar en la elección del calzado. En este tipo de plataformas el análisis debe realizarse con el pie descalzo, lo que provoca una alteración en el patrón de marcha. Además son necesarios conocimientos en podología y biomecánica para interpretar los resultados correctamente. Otro de los sistemas empleados por diversas tiendas para la caracterización de la pisada es el basado en el análisis de movimientos mediante sensores inerciales capaces de medir el movimiento del retropié. Este sistema necesita de una correcta alineación de los sensores respecto a los ejes del movimiento.
En general, la mayoría de tiendas especializadas, usen o no algún dispositivo de medida, realizan un asesoramiento sobre la base de un análisis subjetivo del desgaste del calzado del cliente, y sobre la base de la forma de correr del cliente, realizando normalmente grabaciones de video de la fase de apoyo. Este tipo de análisis requiere conocimientos profundos y una amplia experiencia en el tema.